# OMEGA-Prozess
Der OMEGA-Prozess (für Only-Mono-Ethylene-Glycol-Advanced-Process) ist ein 2007 patentiertes Verfahren der Royal Dutch Shell, um mit hoher Selektivität Mono-Ethylenglycol aus Ethylenoxid, Kohlenstoffdioxid und Wasser herzustellen. Im Oktober 2008 wurde diese Technologie mit dem Sellafield Ltd Award ausgezeichnet.

## Prozess
Die herkömmliche Darstellung von Mono-Ethylenglycol (MEG) erfolgt durch Reaktion von Ethylenoxid mit Wasser. Es lässt sich dabei nicht verhindern, dass Ethylenoxid auch mit bereits entstandenem Ethylenglycol reagiert. Nebenprodukte wie Di- und Triethylenglycol machen eine destillative Aufarbeitung notwendig. Die Selektivität zu Mono-Ethylenglycol liegt bei ca. 90 %.
Im OMEGA-Prozess ist es gelungen, mit Hilfe von wasserlöslichen Katalysatoren Ethylenoxid in Wasser zu carboxylieren und in einem zweiten Schritt das Ethylencarbonat selektiv zum Ethylenglycol zu hydrolysieren.
Die Reaktion des wasserlöslichen Epoxids ist stark exotherm, die Hydrolysereaktion dagegen endotherm, weswegen das Carbonat mit Wasserdampf hydrolysiert werden muss. Das dabei abgespaltene Kohlendioxid wird erneut in den Verfahrenskreislauf zurückgeführt.
Als Carboxylierungskatalysatoren eignen sich substituierte Ammonium- oder Phosphoniumbromide und -iodide, als Hydrolysekatalysatoren sind Kaliumhydroxid, -carbonat oder -bicarbonat geeignet.
Für beide Reaktionen gleichsam geeignet ist ein Gemisch von Kaliumiodid und Kaliummolybdat in Ethylenglycol.:S. 8–9
Der Prozess kann einstufig durchgeführt werden, bei bevorzugter zweistufiger Verfahrensweise erreicht die Selektivität 99,5 % Mono-Ethylenglycol.
Die erste großtechnische Anlage der Shell mit 750.000 t Jahreskapazität ging 2009 in Singapur () in Betrieb, 2014 wurden dort bereits 2.000.000 t Ethylenglycol produziert.
Neuanlagen werden heute nur noch in Lizenz nach dem OMEGA-Verfahren konzipiert. Bis 2014 vergab Shell 73 Lizenzen an Produzenten, von denen bereits 43 nach diesem Verfahren arbeiten.